# Haroune Ag Saïd
Haroune Ag Saïd, dit Abou Jemal, est un chef rebelle touareg, mort le 25 avril 2014.

## Biographie
Il prend part à la rébellion touarègue de 1990-1996 où il est grièvement blessé à la gorge.
Après les accords de paix, il intègre l'armée malienne. Il sert pendant sept ans en tant que sous-lieutenant au sein de la garnison de Léré et il est un temps commandant de compagnie à Diabaly. Il accède jusqu'au grade de lieutenant-colonel.
Il déserte en 2006 et rejoint la rébellion au sein de l'Alliance démocratique du 23 mai pour le changement (ADC) et combat sous les ordres d'Iyad Ag Ghali. Il dépose cependant les armes à la suite des nouveaux accords de paix.
En mai 2008, selon le journal malien L'Indépendant, il aurait effectué avec une cinquantaine d'hommes une attaque sur la garnison de Diabaly qui aurait coûté la vie à un soldat malien.
Il reprend la lutte en mars 2012, et combat au sein d'Ansar Dine, un groupe armé créé et dirigé par Iyad Ag Ghali, rallié depuis au Salafisme. Haroune Said est l'un des principaux commandant du mouvement et est même parfois présenté par la presse malienne comme le bras droit d'Ag Ghali.
En janvier 2013, il commande les forces d'Ansar Dine lors de la bataille de Diabaly. Il s'empare de la ville mais il doit cependant l'abandonner quelques jours plus tard après l'intervention de l'armée française.
Haroune Ag Saïd est tué par les forces spéciales française, la nuit du 24 au 25 avril 2014, à Borisa, près de Kidal. Selon les déclarations à l'AFP d'un officier de la MINUSMA, Haroune Said et deux autres combattants ont été tués alors qu'ils se trouvaient à bord d'un véhicule.
Sans donner de nom, le colonel Gilles Jaron, porte-parole de l'état-major de l'armée française, indique qu'un chef islamiste « bien décidé à mourir les armes à la main » a effectivement été tué lors de l'opération : « Nous avons tué un de ces adversaires qui sont entrés dans une logique jusqu'au-boutiste, c'est-à-dire qui se battent jusqu’à la mort ». Selon le communiqué du ministère de la Défense, il s'agit de la seule victime du combat. Deux autres combattants, encore adolescents, se rendent lors de l'affrontement. Les militaires français les remettent ensuite à l'Unicef,.